# 市来四郎
市来 四郎（いちき しろう）は、幕末の薩摩藩士、歴史学者。
島津斉彬側近として琉球を通じての貿易を模索。安政4年（1857年）に「日本人が最初に撮った写真」と言われる島津斉彬のダゲレオタイプ（銀板）写真を撮った人物として著名である。子孫に地域づくりアドバイザーで「熱海V字回復の立役者」市来広一郎がいる。

## 略伝

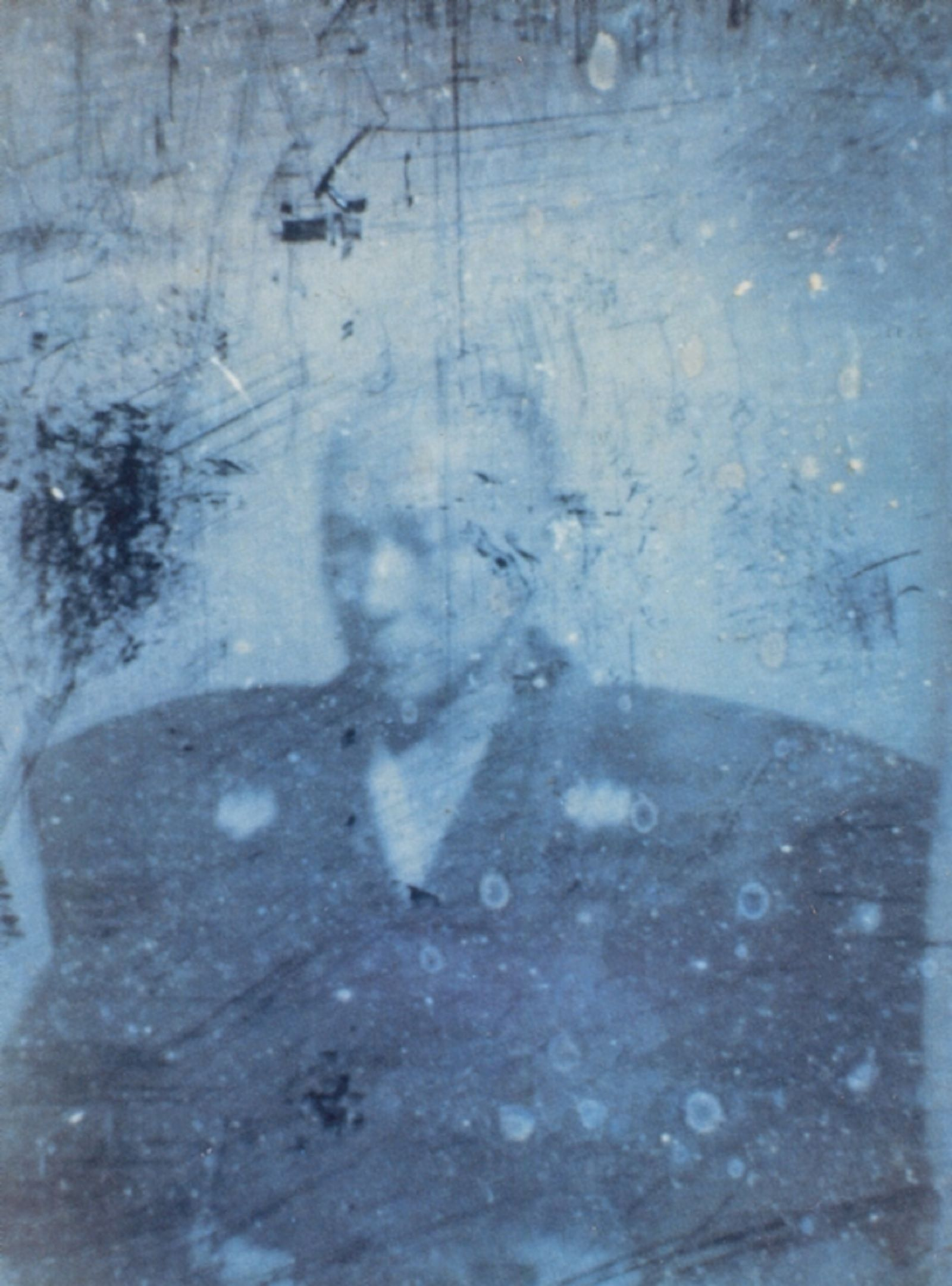
市来四郎が撮影した島津斉彬の写真（1857年）

寺師正容の次男として城南の新屋敷で生まれる。のちに市来政直の養子となる。
青年時には高島流砲術など火薬に関する勉学を修めたところを島津斉彬に認められ、側近となる。製薬掛、後に砲術方掛となり、集成館事業に携わるなどの要職を務める。安政4年（1857年）に斉彬の密命により琉球に渡りフランスとの交渉に当たる。目的はフランスから戦艦を購入することであったとされるが、斉彬の急死により頓挫した。これは琉球王府内部での政変につながっている（牧志恩河事件）。
斉彬の死後は弟の久光の側近となり、引き続き集成館事業に携わり、大砲・火薬製造を担当。文久2年（1862年）以降は琉球通宝、天保通宝の鋳造にも関わった。
維新後は、主に久光の元で島津家に関わる史料の収集に携わった。
明治36年（1903年）2月12日、死去した。享年75（満74歳没）。

## 人物・逸話
- 1857（安政4）年9月17日、宇宿彦右衛門らと共に島津斉彬のダゲレオタイプ（銀板）写真を撮った[3]。
- 廃仏毀釈に関して、著書に記録を残している。

## 関連史跡
- 鹿児島市稲荷町に、市来四郎屋敷跡がある[4]。

## 著書
- 「市来四郎日記」（旧大久保利謙蔵書、現鹿児島県歴史資料センター黎明館蔵）
- 「忠義公史料」（※編者。『鹿児島県史料』所収。）
- 「順聖公御言行録」（現在岩波書店より『島津斉彬言行録』と改題の上販売）
- 「島津家国事鞅掌録」